# James Scott-Hopkins
Sir James Sidney Rawdon Scott-Hopkins (* 29. November 1921 in Croydon; † 11. März 1995 in Westminster) war ein britischer Politiker der Conservative Party.
James Scott-Hopkins studierte am Eton College und an der University of Oxford. Von 1939 bis 1950 diente er in der British Army. 1946 heiratete er Geraldine Hargreaves in Eton und hatte mit ihr drei Söhne und eine Tochter.
1955 trat Scott-Hopkins im Wahlkreis Bedwellty an und unterlag. 1959 gewann er den Wahlkreis North Cornwall und wurde Mitglied im House of Commons. Diesen Sitz verlor er 1966 an den Liberalen John Pardoe. Von 1962 bis 1964 war er parlamentarischer Sekretär am britischen Landwirtschaftsministerium. In einer Nachwahl 1967 im Wahlkreis West Derbyshire gewann er und wurde bis 1979 wieder Abgeordneter. Ihn folgte Matthew Parris nach. Von 1973 bis 1994 saß er für den Wahlkreis Hereford and Worcester im Europäischen Parlament. 1981 wurde er zum Knight Bachelor geschlagen.